# Пјаца Армерина
Пјаца Армерина (итал. Piazza Armerina) град је у јужној Италији. То је друго по величини насеље округа Ена у оквиру италијанске покрајине Сицилија. 

## Природне одлике
Град Пјаца Армерина налази се у јужном делу Италије, на 160 км југоисточно од Палерма, а 30 км јужно од Ене. Град је смештен у средишњем, планинском делу острва на знатној надморској висини од 700 m. Око града се налази средишњи део планина Ереј.

## Географија
| Клима (Пјаца Армерина)   | Клима (Пјаца Армерина) | Клима (Пјаца Армерина) | Клима (Пјаца Армерина) | Клима (Пјаца Армерина) | Клима (Пјаца Армерина) | Клима (Пјаца Армерина) | Клима (Пјаца Армерина) | Клима (Пјаца Армерина) | Клима (Пјаца Армерина) | Клима (Пјаца Армерина) | Клима (Пјаца Армерина) | Клима (Пјаца Армерина) | Клима (Пјаца Армерина) |
| Показатељ \ Месец        | .Јан.                  | .Феб.                  | .Мар.                  | .Апр.                  | .Мај.                  | .Јун.                  | .Јул.                  | .Авг.                  | .Сеп.                  | .Окт.                  | .Нов.                  | .Дец.                  | .Год.                  |
| ------------------------ | ---------------------- | ---------------------- | ---------------------- | ---------------------- | ---------------------- | ---------------------- | ---------------------- | ---------------------- | ---------------------- | ---------------------- | ---------------------- | ---------------------- | ---------------------- |
| Средњи максимум, °C (°F) | 10,1 (50,2)            | 11,3 (52,3)            | 13,6 (56,5)            | 16,4 (61,5)            | 22,4 (72,3)            | 27,8 (82)              | 31,4 (88,5)            | 31,8 (89,2)            | 26,9 (80,4)            | 20,9 (69,6)            | 15,7 (60,3)            | 11,4 (52,5)            | 31,8 (89,2)            |
| Средњи минимум, °C (°F)  | 3,5 (38,3)             | 3,6 (38,5)             | 5,2 (41,4)             | 6,8 (44,2)             | 10,8 (51,4)            | 14,7 (58,5)            | 17,3 (63,1)            | 17,6 (63,7)            | 15,0 (59)              | 11,5 (52,7)            | 8,2 (46,8)             | 5,3 (41,5)             | 3,5 (38,3)             |
| [ тражи се извор ]       |                        |                        |                        |                        |                        |                        |                        |                        |                        |                        |                        |                        |                        |

## Становништво
Према резултатима пописа становништва 2011. у општини је живело 22.196 становника.
| 1931.  | 1936.  | 1951.  | 1961.  | 1971.  | 1981.  | 1991.  | 2001.  | 2011.  |
| ------ | ------ | ------ | ------ | ------ | ------ | ------ | ------ | ------ |
| 25.826 | 24.527 | 26.739 | 24.887 | 22.134 | 21.019 | 22.355 | 21.038 | 22.196 |

Пјаца Армерина данас има око 21.000 становника, махом Италијана. Пре пола века град је имао 50% више становника него сада. Последњих деценија број становника у граду опада.

## Партнерски градови
- Canelli